# Aizoon
Az Aizoon a szegfűvirágúak (Caryophyllales) rendjébe, ezen belül a kristályvirágfélék (Aizoaceae) családjába tartozó nemzetség.
Családjának a típusnemzetsége.

## Előfordulásuk
Az Aizoon-fajok előfordulási területe a Szahara sivatagban levő országok nagy része, Északkelet-Afrika partmente, Afrika déli fele, valamint Ázsia az Arab-félszigettől egészen Pakisztánig. Chilébe, Floridába, Kaliforniába, New Jerseybe és Spanyolországba az ember telepítette be.

## Rendszerezés
A nemzetségbe az alábbi 41 faj tartozik:
- Aizoon acutifolium (Adamson) Klak
- Aizoon affine (Sond.) Klak
- Aizoon africanum (L.) Klak
- Aizoon asbestinum Schltr.
- Aizoon canariense L. - típusfaj
- Aizoon collinum (Eckl. & Zeyh.) Klak
- Aizoon cryptocarpum (Fenzl) Klak
- Aizoon crystallinum Eckl. & Zeyh.
- Aizoon cymosum (Adamson) Klak
- Aizoon dregeanum (Fenzl ex Sond.) Klak
- Aizoon ecklonis (Walp.) Klak
- Aizoon exiguum (Adamson) Klak
- Aizoon filiforme (Thunb.) Klak
- Aizoon fruticosum L.f.
- Aizoon giessii Friedrich
- Aizoon glanduliferum (Bittrich) Klak
- Aizoon glinoides L.f.
- Aizoon herniariifolium (C.Presl) Klak
- Aizoon hispidissimum (Fenzl ex Sond.) Klak
- Aizoon karooicum Compton
- Aizoon mezianum (K.Müll.) Klak
- Aizoon namaense (Schinz) Klak
- Aizoon neorigidum Klak
- Aizoon pallens (Eckl. & Zeyh.) Klak
- Aizoon paniculatum L.
- Aizoon papulosum Eckl. & Zeyh.
- Aizoon plinthoides Klak
- Aizoon portulacaceum (Fenzl ex Sond.) Klak
- Aizoon prostratum (G.Schellenb. & Schltr.) Klak
- Aizoon pruinosum (Sond.) Klak
- Aizoon pubescens Eckl. & Zeyh.
- Aizoon rehmannii (G.Schellenb.) Klak
- Aizoon rigidum L.f.
- Aizoon sarcophyllum (Fenzl ex Sond.) Klak
- Aizoon sarmentosum L.f.
- Aizoon schellenbergii Adamson
- Aizoon secundum L.f.
- Aizoon sericeum (Pax) Klak
- Aizoon subcarnosum (Adamson) Klak
- Aizoon virgatum Welw. ex Oliv.
- Aizoon zeyheri Sond.